# アメリカンカール
アメリカンカール（American curl）は、ネコの品種のひとつ。原産国はアメリカ。
外向きにカールした耳が大きな特徴。

## 歴史
新しい品種で、1981年にカリフォルニア州レイクウッドのルガ夫妻の家に迷い込んだ、黒く長い毛を持った雌の子猫が発祥である。この子猫は外向きにカールした耳を持ち、シュラミス（Shulamith）と名づけられた。その後、成長して4匹の子猫を生み、このうち2匹がやはり外向きにカールした耳であった。この子猫たちを基礎として、品種の固定と改良が行われ、その後新しい品種として各団体に認められた。したがって、アメリカンカールは、すべてシュラミスの子孫である。

## 特徴
この品種の大きな特徴は耳である。体重は3-5kgで、一般的なネコの大きさである。性格はおとなしく人懐こいと言われている。

### 耳
この特徴的な耳は突然変異によるものと考えられている。これは優性遺伝で、アメリカンカールから生まれる子猫のうち、少なくとも半分は同様にカールした耳を持つ。現在では短毛種・長毛種ともに認められているが、元々は長毛種である。（シュラミスが長毛であるため。）
子猫は、生まれたときは普通の耳であり、生後2-10日ぐらいで耳に軟骨が入り始め先端がカールし始める。個体差によって一旦反り返っても浮き上がってくる場合がある。カールが固定するのはおおよそ生後4ヶ月程度で、それまではカールが取れたり進んだりする。
品種の歴史が浅いため、近親交配によって障害のあるネコが生まれる可能性は否定できない。そのため、現在でも遺伝子プールを広げるために、雑種のネコとの交配は認められている。